# Predosa
Predosa é uma comuna italiana da região do Piemonte, província de Alexandria, com cerca de 2.074 habitantes. Estende-se por uma área de 32,90 km², tendo uma densidade populacional de 63 hab/km². Faz fronteira com Basaluzzo, Bosco Marengo, Capriata d'Orba, Carpeneto, Casal Cermelli, Castellazzo Bormida, Castelspina, Fresonara, Rocca Grimalda, Sezzadio.

## Demografia
| Variação demográfica do município entre 1861 e 2011                               |
|                                                                                   |
| Fonte: Istituto Nazionale di Statistica (ISTAT) - Elaboração gráfica da Wikipedia |